# Hjort Fracture Zone
Koordinaten: 62° 0′ S, 163° 0′ O
Die Hjort Fracture Zone (englisch für Hjort-Bruchzone) ist eine unterseeische Transformstörung im Südlichen Ozean. Sie verläuft nördlich der Balleny-Inseln.
Die Benennung dieser Formation ist seit Dezember 1971 durch das US-amerikanische Advisory Committee on Undersea Features (ACUF) bestätigt. Namensgeber ist der norwegische Zoologe und Ozeanograph Johan Hjort (1869–1948).